# Raoul d'Escures
Raoul d'Escures ou Ralph d'Escures (v.1068-20 octobre 1122) est un ancien abbé du diocèse de Séez qui fut évêque de Rochester, puis archevêque de Canterbury. Il fait ses études à l’Abbaye Notre-Dame du Bec. En 1079, il entre au monastère de Saint-Martin à Sées, et devient abbé en 1091. C’est un ami d’Anselme de Canterbury et de Gundulf, évêque de Rochester. Il reprend l’évêché de Rochester, à la suite de la mort de ce dernier.
Ralph est élu archevêque de Canterbury par une assemblée élargie comprenant des seigneurs et des évêques réunis sous l’égide du roi Henri Ier d'Angleterre malgré la volonté du roi qui préférait Faritius (en). Ralph reçoit son pallium du pape Pascal II. Comme archevêque, Ralph tient à réaffirmer les droits de l'évêché de Canterbury et les libertés de l'Église d'Angleterre. Il réaffirme aussi son autorité sur le Pays de Galles et l’Écosse. Ralph trouve un temps querelle avec le pape Pascal II sur la question de la primauté entre York et Canterbury.
Ralph subit un accident vasculaire cérébral le 11 juillet 1119 qui le laisse partiellement paralysé et affecte ses capacités à parler jusqu'à sa mort le 20 octobre 1122. Une traduction en anglais d'un sermon prononcé par Ralph est parvenu jusqu'à nous notamment conservée dans un manuscrit de la British Library.

## Jeunesse
Ralph est petit-fils de Guillaume Ier de Bellême dit Talvas, et fils de Seffrid d'Escures et de sa première épouse Rascendis. C’est le demi-frère de Seffrid I (en), évêque de Chichester de 1125 à 1145. Aussi connu sous le nom de Ralph de Turbine, le nom d'Escures provient d’une possession de son père à Sées en Normandie. Le nom Turbine n'est attestée qu’à partir du XIVe siècle et résulte peut-être d’une confusion avec Guillaume de Corbeil, le successeur de Ralph à Canterbury. Ralph étudie à l'école de l'abbaye Notre-Dame du Bec avant d'entrer à l’abbaye Saint-Martin de Séez en 1079. Saint-Martin est fondé par les familles Montgomery et Bellême, et se trouve encore sous leur domination à cette époque. Il devient abbé dans cette abbaye en 1091 sous le regard d’Anselme de Cantorbéry alors abbé du Bec.

## Début en Angleterre

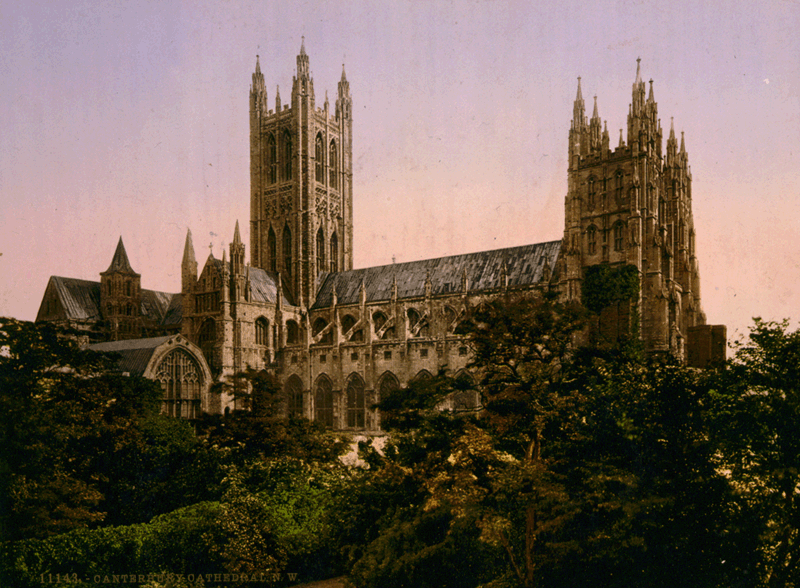
La cathédrale de Cantorbéry vers 1890

Peu de temps après Ralph effectue une visite en Angleterre, peut-être pour visiter l'abbaye de Shrewsbury, qui dépendait de Séez. Il est sans doute impliqué dans la médiation avec Robert II de Bellême et sa reddition à Shrewsbury en 1102. Certains chroniqueurs précisent que c'est Ralph qui livre les clefs du château au roi Henri Ier d'Angleterre. En 1103, il doit se rendre en Angleterre à la demande de Robert de Bellême pour faire hommage. Mais Ralph refuse de rendre hommage car le pape Urbain II interdit au clergé de rendre hommage aux laïcs. Robert exige également de lourds impôts. Ralph s'enfuit alors avec Serlon d'Orgères, évêque de Séez à qui Robert avait soumis des exigences similaires. Il reste en Angleterre et rejoint ses amis Anselme de Cantorbéry et Gundulf, l'évêque de Rochester. Il participe à la translation des restes de Cuthbert de Lindisfarne à Durham, où il est l'un des examinateurs du corps et déclare l’intégrité des relics du saint. En 1106, il rend visite à Anselme à l'abbaye du Bec. Après l’élection d’Anselm au siège de Canterbury, Ralph se rapproche encore de ce dernier et entre dans la maison de l’archevêque.
En juin 1108, Ralph succède Gundulf comme évêque de Rochester, après avoir été nommé par Gundulf avant sa mort. Ralph est consacré le 9 août 1108. Il est auprès de saint Anselme sur son lit de mort en avril 1109, et par la suite, Ralph agi au titre d'administrateur du siège de Canterbury jusqu'au 26 avril 1114, quand il est élu archevêque. Le roi préférait son médecin, Faritius (en), un Italien et abbé d'Abingdon, mais les nobles et les évêques se sont opposés préférant un Normand. Les évêques voulaient aussi quelqu'un qui ne soit pas moine, ou du moins, pas un proche d’Henri Ier d'Angleterre et de préférence un clerc séculier. Ralph est alors choisi en guise de compromis. Bien que Ralph soit moine et n'est jamais servi comme secrétaire royal, il est aussi un évêque, ce qui semble avoir réconcilié les opposants. Ralph n’est donc pas choisi par le seul chapitre de Canterbury, son élection implique une assemblée élargie aux seigneurs et évêques réunis autour du roi.

## Archevêque de Canterbury

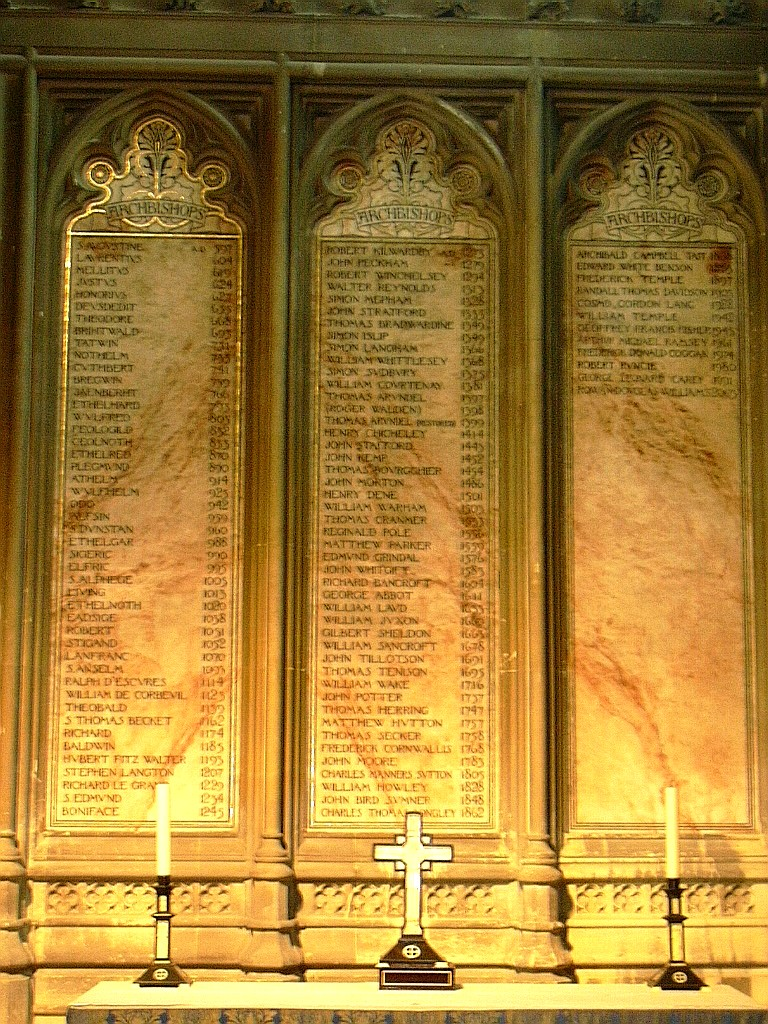
Le nom d'Ralph d'Escures apparait à la dans la liste des archevêques gravée dans la cathédrale de Cantorbéry.

Ralph reçoit le pallium du pape Pascal II mais non sans difficulté car la papauté essayait à nouveau d’affirmer sa juridiction sur l'Église d’Angleterre. Plutôt que de se rendre lui-même à Rome, Anselme de San Saba est chargé de le rapporter en Angleterre. Ce dernier remet le pallium à Ralph en juillet 1115 ainsi que des lettres du Pape qui reprochent à l’Angleterre de procéder à l’élection d’évêques sans sa confirmation, de refuser l’accès au territoire anglais aux légats du pape ainsi que le refus du roi d’autoriser l’appel sur les questions ecclésiastiques auprès du Pape. En 1116 le pape exige aussi le paiement du Denier de Saint-Pierre, un paiement direct à la papauté à raison d'un penny pour chaque ménage d’Angleterre. Ralph, quand il prend le pallium, professe la fidélité et l'obéissance canonique au pape, mais ne se soumet pas aux demandes du pape et, dans les faits, soutient le roi Henri qui s'oppose à ces exigences papales.
Comme archevêque Ralph défend les droits de l'évêché de Canterbury et de l'Église d'Angleterre. Il affirme son autorité sur le Pays de Galles et l’Écosse et il écrit au pape que l'église de Canterbury a poursuivi sa mission pastorale sur l'ensemble de la Grande-Bretagne et de l’Irlande, et qu’elle y revendique son droit de primauté. Il informe l’évêque de Llandaff au pays de Galles qu'une nouvelle cathédrale, la cathédrale de Llandaff devait être construite et il accorde des indulgences pour les cotisants.
Ralph d'Escures, refuse de consacrer Thurstan comme archevêque d'York tant que ce dernier refuse de prêté serment et de se soumettre à Canterbury. Cet épisode s’inscrit dans un conflit qui oppose Canterbury et York depuis 1070 (Canterbury–York dispute (en)). Thurstan refusant de se soumettre, Ralph fait alors appel au pape mais ce dernier apporte son soutien à Thurstan. Lors du concile de Salisbury en 1116, le roi ordonne à Thurstan de se soumettre à Canterbury, mais Thurstan préfère démissionner publiquement. Ces événements entraînent un conflit avec la papauté. Ralph se rend alors Rome en 1117, mais il tombe malades durant le voyage au point d’imaginer mourir. Finalement, il récupère suffisamment pour continuer son voyage jusqu’à Rome, mais il n’obtient pas d’audience avec le pape. En effet, ce dernier a dû fuir la ville en raison d’une l’invasion menée par l’armée impériale du Saint-Empire romain germanique. Malgré les instructions des successeurs de Pascal, Gélase II et Calixte II, l'archevêque refuse toujours de consacrer Thurstan. Thurstan est finalement consacrée à Reims par le pape Calixte II en mai 1119, bien que la question de la primauté soit restée en suspens.
Bien qu'il rivalise avec York sur la question de la primauté, et alors que la querelle des Investitures marque un rebond en Angleterre, Ralph d'Escures prend une position neutre en ce qui concerne les problèmes entre le pape et l'empereur. En 1115, cependant, il refuse de consacrer Bernard (bishop of St David's) (en) comme évêque du diocèse de Saint David's dans la chapelle royale, bien que Robert Ier de Meulan, le principal conseiller du roi, ait plaidé pour cette tradition tirée de l'ancienne coutume. Le roi n’insiste pas et Ralph remporte la confrontation. Il s’implique également dans les affaires ecclésiastiques de Normandie. Il assiste au synode provincial, et au Concile de Rouen, qui se tient en 1118.

## Fin de vie et héritage
Ralph subit un accident vasculaire cérébral le 11 juillet 1119, alors qu’il enlevait ses vêtements après la célébration de la messe. Depuis lors et jusqu'à sa mort, Ralph reste partiellement paralysé et incapable de parler clairement. Cependant, il reste impliqué dans la prise de décision et, en 1120, il s’accorde avec le roi Alexandre Ier d'Écosse sur le nom d’Eadmer comme prochain évêque de Saint Andrews. Ralph est l’un des seigneurs consultés sur le remariage d'Henri I et d’Adélaïde de Louvain à Londres en 1121. Il fait également reconnaître son droit à célébrer ce mariage face aux tentatives de Roger de Salisbury afin d’officier à sa place. En raison des dommages causés par l'accident vasculaire cérébral, Ralph ne peut procéder à la cérémonie, il insiste alors avec succès sur le choix de l'officiant, Guillaume Giffard l'évêque de Winchester qui célèbre le mariage. Ralph décède le 20 octobre 1122 à Canterbury. Il est enterré dans la nef de la cathédrale de Canterbury le 23 octobre 1122.
Ralph est considéré comme un homme plein d'esprit et facile à vivre. Cependant, avec la lutte contre York, et ses problèmes de santé, il devient à la fin de sa vie une personne de plus en plus querelleuse. Ses contemporains portent un jugement relativement positif sur l’homme. Orderic Vital dit qu'il est bien éduqué et bien aimé par les gens. Même Guillaume de Malmesbury, très enclin à la critique, ne trouve rien à redire hormis quelques petites frivolités occasionnelles. Après sa mort, son neveu, Jean Ier que Ralph avait fait nommer archidiacre de Canterbury, est élu évêque de Rochester,.
Ralph a écrit un sermon pour la fête de l'Assomption de la Vierge qui nous est parvenue par une cinquantaine de manuscrits en latin. Cette postérité est probablement due au fait que l’on a cru ce texte écrit par Anselme de Cantorbéry jusqu'à son attribution à Ralph en 1927. Une traduction en vieil anglais du sermon est également conservée dans un manuscrit de la British Library, sous la référence Cotton Vespasien D. xiv. La version latine est une traduction de la version française d’origine, langue parlée par Ralph. Elle a été éditée et publiée en 1997. Ralph a aussi fait copier par les moines de la cathédrale de Canterbury les documents relatifs aux privilèges de Canterbury dans un manuscrit qui nous est parvenu sous la référence BM MS coton Cléopâtre E. Son sceau est aussi l'un des premiers à prendre la forme usuelle des sceaux d’évêque, avec Ralph debout, en habits complets avec une mitre, et effectuant une bénédiction avec sa main droite tout en maintenant la crosse dans sa main gauche. Le sceau prend la forme d'un ovale pointu.